# Central Tower
Central Tower (chiamata precedentemente FIM Tower e ORCO Tower) è un grattacielo realizzato in stile modernista situato nel quartiere Ochota di Varsavia, in Polonia. È nelle immediate vicinanze della stazione centrale di Varsavia.